# Christian Vieri
Christian Vieri (dit Bobo Vieri) est un footballeur international italien né le 12 juillet 1973 à Bologne. Il évolue au poste d'avant-centre dans les années 1990 et 2000.

## Biographie
Vieri grandit à Sydney en Australie, où la communauté italienne est très présente, mais sa mère, Nathalie, est française. Son père, Roberto, joue ainsi pour le club des Marconi Stallions et son frère, Massimiliano Vieri, choisit de jouer pour la sélection australienne. Christian Vieri est formé dans des clubs australiens, mais sa famille revient rapidement en Italie. Du fait de ses racines australiennes, Vieri pratique le cricket à un haut niveau et son héros en tant que sportif est Allan Border, un joueur de cricket.
Christian Vieri commence sa carrière en 1989 à Prato AC 1908, un club de Serie C1 italienne. Repéré par le Torino, Vieri joue son premier match en Serie A la saison suivante sous les couleurs du club de Turin. Avec sept apparitions et un but, l'expérience s'avère peu concluante et Vieri est vendu à Pise en Serie B. Avec deux buts en 18 matches, Vieri ne satisfait pas non plus et il signe au Ravenne Calcio. Il réussit une saison pleine en marquant 12 buts mais il change à nouveau de club, au Venise AC, toujours en Serie B. Il confirme ses qualités en inscrivant 11 buts en 29 matchs et il retrouve la Serie A lors de la saison suivante en signant à l'Atalanta Bergame. Efficace malgré peu de temps de jeu, la Juventus le signe la saison suivante. Il fait 23 apparitions et marque huit buts en championnat 1997 qu'il remporte (premier titre de sa carrière), et six buts en dix matchs européens. Il côtoie alors Zinédine Zidane, Alessandro Del Piero et Alen Bokšić dans l'attaque turinoise.
Vieri change de club à nouveau, cette fois il part pour l'Espagne et l'Atlético de Madrid. C'est là que Vieri se révèle en devenant Pichichi, meilleur buteur, dès sa première saison espagnole, marquant 24 buts en 24 matches. En fin de saison, il est sélectionné avec l'Italie pour la Coupe du monde 1998 où il est le meilleur buteur italien avec cinq buts dont celui de la qualification pour les quarts de finale contre la Norvège (1-0).
Après le Mondial, il est transféré à la Lazio Rome pour 155 MF (soit 23,6 M€) où il marque 12 buts en championnat et remporte son second trophée, la Coupe d'Europe des vainqueurs de coupes. En 1999, sa carrière prend une tout autre tournure lorsqu'il signe à l'Inter Milan du millionnaire Massimo Moratti qui a déjà enrôlé Ronaldo, un transfert record à l'époque. Vieri devient alors l'un des footballeurs les plus riches du monde, il marque ainsi près d'un but par match chaque saison et termine meilleur buteur de Serie A en 2003 avec 24 buts en 23 matchs. L'équipe d'Italie en profite également lors de la Coupe du monde 2002 puisqu'il inscrit quatre buts (doublé face à l'Equateur, un but face à la Croatie et un but en 1/8e de finale face à la Corée du Sud) qui font de lui le meilleur buteur italien en phase finale des coupes du monde avec 9 buts à égalité avec Paolo Rossi et Roberto Baggio. Vieri compte au total 23 buts en 49 matchs internationaux.
Après être resté longtemps à l'Inter, il passe chez le rival du Milan AC en juillet 2005. À Milan, il est relégué sur le banc de touche par Andriy Shevchenko. Au bout de six mois, il fait donc ses valises, et rejoint la Ligue 1 française et l'AS Monaco. Il compte ainsi disputer la coupe du monde en Allemagne. Malheureusement, il se blesse à deux mois de la compétition alors qu'il est sur le point d'être sélectionné par Marcello Lippi. Il ne joue pas beaucoup pour Monaco à cause de blessures récurrentes, mais marque tout de même 5 buts en 10 matches. La blessure qu'il reçut au genou lors d'un match contre le PSG compromet sa saison.
À la fin de la saison, atteint du mal du pays, il décide de retourner en Italie dans l'un de ses anciens clubs, l'Atalanta Bergame, pour un salaire de 1 500 € mensuels, très faible par rapport à ce qu'il gagnait auparavant. Toujours gravement blessé, Vieri ne peut pas jouer avant la toute fin de saison. Il ne joue que trois matches, marquant tout de même deux buts dont un exceptionnel de plus de 35 mètres. À la fin de la saison, il est libéré par son club. Vieri rejoint alors un ténor du championnat italien, la Fiorentina. Le club de Florence, à la recherche d'un buteur après le départ de sa vedette Luca Toni vers le Bayern, espère retrouver le grand Vieri, celui qui ne se blesse pas. Après quelques matchs avec son nouveau club, Vieri semble retrouver la forme, et inscrit quelques buts décisifs. Il retrouve l'ambition et la confiance, et son nouvel objectif est ni plus ni moins que de retrouver la sélection italienne, et pourquoi pas accrocher le wagon de l'Euro 2008. Il loupe son tir au but en demi-finale de la coupe de l'UEFA 2007/2008 face aux Glasgow Rangers.
Le 30 juin 2008, Vieri, bientôt âgé de 35 ans, retourne dans son club initial, l'Atalanta Bergame, pour y finir sa carrière. En avril 2009, lors d'un match amical contre Bellinzone, il se fait tellement conspuer qu'il claque la porte du club. Le club confirme son départ le 2 avril 2009. Depuis lors, il est libre de tout contrat.
Vieri tente alors de retrouver un nouveau club, il fait des essais à Middlesbrough, Los Angeles Galaxy ou Botafogo, en vain. Le 22 octobre 2009, il décide de raccrocher définitivement les crampons pour prendre un nouveau tournant dans sa vie en se lançant dans le poker.
À la surprise générale, il signe fin décembre 2010 dans un club semi-professionnel brésilien, Boa Vista.

## Déficience musculaire
Vieri a en effet un point faible : la fragilité de ses muscles, des « muscles de soie » comme les a définis le docteur Volpi, ex-médecin de l'Inter de Milan.
Ainsi Vieri n'a jamais réussi à disputer une saison entière, toujours freiné par des déchirures et claquages en série voire des problèmes dentaires.

## Carrière
| Saison                | Club                  | Championnat           | Championnat | Championnat | Coupe nationale | Coupe nationale | Coupe de la Ligue | Coupe de la Ligue | Supercoupe | Supercoupe | Compétition(s) continentale(s) | Compétition(s) continentale(s) | Compétition(s) continentale(s) | Supercoupe UEFA | Supercoupe UEFA | Coupe intercontinentale | Coupe intercontinentale | Italie | Italie | Total | Total |
| Saison                | Club                  | Division              | M.          | B.          | M.              | B.              | M.                | B.                | M.         | B.         | Comp.                          | M.                             | B.                             | M.              | B.              | M.                      | B.                      | M.     | B.     | M.    | B.    |
| 1989-1990             | AC Prato              | 3                     | 0           | 0           | 1               | 0               | -                 | -                 | -          | -          | -                              | -                              | -                              | -               | -               | -                       | -                       | -      | -      | 1     | 0     |
| Sous-total            | Sous-total            | Sous-total            | 0           | 0           | 1               | 0               | -                 | -                 | -          | -          | -                              | -                              | -                              | -               | -               | -                       | -                       | -      | -      | 1     | 0     |
| 1990-1991             | Torino Calcio         | 1                     | 0           | 0           | 0               | 0               | -                 | -                 | -          | -          | -                              | -                              | -                              | -               | -               | -                       | -                       | -      | -      | 0     | 0     |
| 1991-1992             | Torino Calcio         | 1                     | 6           | 1           | 1               | 1               | -                 | -                 | -          | -          | C3                             | 0                              | 0                              | -               | -               | -                       | -                       | -      | -      | 7     | 2     |
| 1992-1993             | Torino Calcio         | 1                     | 1           | 0           | 1               | 0               | -                 | -                 | -          | -          | -                              | -                              | -                              | -               | -               | -                       | -                       | -      | -      | 2     | 0     |
| Sous-total            | Sous-total            | Sous-total            | 7           | 1           | 2               | 1               | -                 | -                 | -          | -          | -                              | 0                              | 0                              | -               | -               | -                       | -                       | -      | -      | 9     | 2     |
| 1992-1993             | Pise SC               | 2                     | 18          | 2           | 0               | 0               | -                 | -                 | -          | -          | -                              | -                              | -                              | -               | -               | -                       | -                       | -      | -      | 18    | 2     |
| Sous-total            | Sous-total            | Sous-total            | 18          | 2           | 0               | 0               | -                 | -                 | -          | -          | -                              | -                              | -                              | -               | -               | -                       | -                       | -      | -      | 18    | 2     |
| 1993-1994             | US Ravenne            | 2                     | 32          | 12          | 1               | 0               | -                 | -                 | -          | -          | -                              | -                              | -                              | -               | -               | -                       | -                       | -      | -      | 33    | 12    |
| Sous-total            | Sous-total            | Sous-total            | 32          | 12          | 1               | 0               | -                 | -                 | -          | -          | -                              | -                              | -                              | -               | -               | -                       | -                       | -      | -      | 33    | 12    |
| 1994-1995             | AC Venise             | 2                     | 29          | 11          | 0               | 0               | -                 | -                 | -          | -          | -                              | -                              | -                              | -               | -               | -                       | -                       | -      | -      | 29    | 11    |
| Sous-total            | Sous-total            | Sous-total            | 29          | 11          | 0               | 0               | -                 | -                 | -          | -          | -                              | -                              | -                              | -               | -               | -                       | -                       | -      | -      | 29    | 11    |
| 1995-1996             | Atalanta Bergame      | 1                     | 19          | 7           | 2               | 2               | -                 | -                 | -          | -          | -                              | -                              | -                              | -               | -               | -                       | -                       | -      | -      | 21    | 9     |
| Sous-total            | Sous-total            | Sous-total            | 19          | 7           | 2               | 2               | -                 | -                 | -          | -          | -                              | -                              | -                              | -               | -               | -                       | -                       | -      | -      | 21    | 9     |
| 1996-1997             | Juventus FC           | 1                     | 23          | 8           | 5               | 1               | -                 | -                 | -          | -          | C1                             | 8                              | 4                              | 1               | 0               | 0                       | 0                       | 4      | 1      | 41    | 14    |
| Sous-total            | Sous-total            | Sous-total            | 23          | 8           | 5               | 1               | -                 | -                 | -          | -          | -                              | 8                              | 4                              | 1               | 0               | 0                       | 0                       | 4      | 1      | 41    | 14    |
| 1997-1998             | Atlético Madrid       | 1                     | 24          | 24          | 1               | 0               | -                 | -                 | -          | -          | C3                             | 7                              | 5                              | -               | -               | -                       | -                       | 9      | 6      | 41    | 35    |
| Sous-total            | Sous-total            | Sous-total            | 24          | 24          | 1               | 0               | -                 | -                 | -          | -          | -                              | 7                              | 5                              | -               | -               | -                       | -                       | 9      | 6      | 41    | 35    |
| 1998-1999             | Lazio Rome            | 1                     | 22          | 12          | 2               | 1               | -                 | -                 | 0          | 0          | C2                             | 4                              | 1                              | -               | -               | -                       | -                       | 3      | 2      | 31    | 16    |
| Sous-total            | Sous-total            | Sous-total            | 22          | 12          | 2               | 1               | -                 | -                 | 0          | 0          | -                              | 4                              | 1                              | -               | -               | -                       | -                       | 3      | 2      | 31    | 16    |
| 1999-2000             | Inter Milan           | 1                     | 20          | 13          | 5               | 5               | -                 | -                 | -          | -          | -                              | -                              | -                              | -               | -               | -                       | -                       | 4      | 1      | 29    | 19    |
| 2000-2001             | Inter Milan           | 1                     | 27          | 18          | 0               | 0               | -                 | -                 | -          | -          | C1+C3                          | 0+5                            | 0+1                            | -               | -               | -                       | -                       | 1      | 0      | 33    | 19    |
| 2001-2002             | Inter Milan           | 1                     | 25          | 22          | 1               | 0               | -                 | -                 | -          | -          | C3                             | 2                              | 3                              | -               | -               | -                       | -                       | 7      | 4      | 35    | 29    |
| 2002-2003             | Inter Milan           | 1                     | 23          | 24          | 0               | 0               | -                 | -                 | -          | -          | C1                             | 14                             | 3                              | -               | -               | -                       | -                       | 3      | 3      | 40    | 30    |
| 2003-2004             | Inter Milan           | 1                     | 22          | 13          | 1               | 0               | -                 | -                 | -          | -          | C1+C3                          | 5+4                            | 2+2                            | -               | -               | -                       | -                       | 12     | 5      | 44    | 22    |
| 2004-2005             | Inter Milan           | 1                     | 27          | 13          | 3               | 3               | -                 | -                 | -          | -          | C1                             | 6                              | 1                              | -               | -               | -                       | -                       | 2      | 0      | 38    | 17    |
| Sous-total            | Sous-total            | Sous-total            | 144         | 103         | 10              | 8               | -                 | -                 | -          | -          | -                              | 36                             | 12                             | -               | -               | -                       | -                       | 29     | 13     | 219   | 136   |
| 2005-2006             | AC Milan              | 1                     | 8           | 1           | 1               | 1               | -                 | -                 | -          | -          | C1                             | 5                              | 0                              | -               | -               | -                       | -                       | 4      | 1      | 18    | 3     |
| Sous-total            | Sous-total            | Sous-total            | 8           | 1           | 1               | 1               | -                 | -                 | -          | -          | -                              | 5                              | 0                              | -               | -               | -                       | -                       | 4      | 1      | 18    | 3     |
| 2005-2006             | AS Monaco             | 1                     | 7           | 3           | 0               | 0               | 2                 | 1                 | -          | -          | C3                             | 2                              | 1                              | -               | -               | -                       | -                       | -      | -      | 11    | 5     |
| Sous-total            | Sous-total            | Sous-total            | 7           | 3           | 0               | 0               | 2                 | 1                 | -          | -          | -                              | 2                              | 1                              | -               | -               | -                       | -                       | -      | -      | 11    | 5     |
| 2006-2007             | Atalanta Bergame      | 1                     | 7           | 2           | 0               | 0               | -                 | -                 | -          | -          | -                              | -                              | -                              | -               | -               | -                       | -                       | -      | -      | 7     | 2     |
| Sous-total            | Sous-total            | Sous-total            | 7           | 2           | 0               | 0               | -                 | -                 | -          | -          | -                              | -                              | -                              | -               | -               | -                       | -                       | -      | -      | 7     | 2     |
| 2007-2008             | ACF Fiorentina        | 1                     | 26          | 6           | 1               | 0               | -                 | -                 | -          | -          | C3                             | 12                             | 3                              | -               | -               | -                       | -                       | -      | -      | 39    | 9     |
| Sous-total            | Sous-total            | Sous-total            | 26          | 6           | 1               | 0               | -                 | -                 | -          | -          | -                              | 12                             | 3                              | -               | -               | -                       | -                       | -      | -      | 39    | 9     |
| 2008-2009             | Atalanta Bergame      | 1                     | 9           | 2           | 0               | 0               | -                 | -                 | -          | -          | -                              | -                              | -                              | -               | -               | -                       | -                       | -      | -      | 9     | 2     |
| Sous-total            | Sous-total            | Sous-total            | 9           | 2           | 0               | 0               | -                 | -                 | -          | -          | -                              | -                              | -                              | -               | -               | -                       | -                       | -      | -      | 9     | 2     |
| Total sur la carrière | Total sur la carrière | Total sur la carrière | 375         | 194         | 26              | 14              | 2                 | 1                 | 0          | 0          | -                              | 74                             | 26                             | 1               | 0               | 0                       | 0                       | 49     | 23     | 527   | 258   |

## Palmarès

### En club
- Vainqueur de la Coupe Intercontinentale en 1996 avec la Juventus
- Vainqueur de la Supercoupe d'Europe en 1996 avec la Juventus
- Vainqueur de la Coupe d'Europe des Vainqueurs de Coupe en 1999 avec la Lazio Rome
- Champion d'Italie en 1997 avec la Juventus
- Vainqueur de la Coupe d'Italie en 2005 avec l'Inter Milan

### Distinctions individuelles
- Meilleur buteur de la Liga en 1998 (24 buts)
- Meilleur buteur de Série A en 2003 (24 buts)
- Élu meilleur joueur de l'année de Serie A en 1999
- Élu meilleur joueur italien de l'année de Serie A en 1999 et en 2002
- Élu joueur de l'année de l'Inter Milan en 2002
- Élu 7e au Ballon d'Or en 1999
- Soulier d'Argent à la Coupe du monde 1998 (5 buts)
- Meilleur buteur de l'histoire de l'équipe d'Italie en Coupe du monde (9 buts)
- Nommé dans l'équipe type de l'association ESM en 1998 et en 2003
- Nommé dans l'équipe-type de la Coupe du monde 1998
- Nommé au FIFA 100 en 2004
- Élu Bidon d'or en 2005
- Il marque le 1000e but de l'histoire de l'Italie
- Il marque le 1900e but de l'histoire de la Coupe du monde

## Média
Vieri est présent dans le jeu de football d'EA Sports : FIFA. Il était présent sur la pochette de l'édition italienne de FIFA 99 et il fait partie des joueurs Légende du mode FIFA Ultimate Team depuis FIFA 14.